# Patinação artística na Universíada de Inverno de 1983
As competições de patinação artística na Universíada de Inverno de 1983 foram disputadas em Sófia, Bulgária, entre 17 e 27 de fevereiro de 1983.

## Medalhistas
| Evento               | Ouro                                                  | Prata                                           | Bronze                                       | Ref.  |
| -------------------- | ----------------------------------------------------- | ----------------------------------------------- | -------------------------------------------- | ----- |
| Individual masculino | Takashi Mura · Japão                                  | Vitali Egorov · União Soviética                 | Grzegorz Głowania · Polônia                  | [ 1 ] |
| Individual feminino  | Natalia Ovchinnikova · União Soviética                | Natalia Lebedeva · União Soviética              | Hana Veselá · Tchecoslováquia                | [ 1 ] |
| Duplas               | Nelli Chervotkina · Viktor Teslia · União Soviética   | Anna Malgina · Sergei Korovin · União Soviética | Bo Luan · Yao Bin · China                    | [ 1 ] |
| Dança no gelo        | Natalia Annenko · Genrikh Sretenski · União Soviética | Jindra Hola · Karol Foltan · Tchecoslováquia    | Isabella Micheli · Robert Pelizzola · Itália | [ 1 ] |

## Quadro de medalhas
| Ordem | País            | Medalha de ouro | Medalha de prata | Medalha de bronze |    |
| ----- | --------------- | --------------- | ---------------- | ----------------- | -- |
| 1     | União Soviética | 3               | 3                |                   | 6  |
| 2     | Japão           | 1               |                  |                   | 1  |
| 3     | Tchecoslováquia |                 | 1                | 1                 | 2  |
| 4     | China           |                 |                  | 1                 | 1  |
| 4     | Itália          |                 |                  | 1                 | 1  |
| 4     | Polônia         |                 |                  | 1                 | 1  |
| TOTAL | TOTAL           | 4               | 4                | 4                 | 12 |